# Spitzenbergalm
Die Spitzenbergalm ist eine 109 Hektar große Alm in der Gemeinde Rosenau am Hengstpaß im österreichischen Bundesland Oberösterreich. Die in Privatbesitz befindliche Alm liegt direkt an der Hengstpasshöhe in einer Seehöhe von 1000 m ü. A. Im Nordosten befindet sich der Spitzenbergriedl, ein Bergrücken der vom Schwarzkogel herabzieht. Auf einer Weidefläche von 49 Hektar werden etwa 60 Rinder behirtet. Die Spitzenbergalm ist von Mai bis Oktober bewirtschaftet. Das Almgebiet ist über eine Straße erreichbar. 